# Cézy
Cézy é uma comuna francesa na região administrativa de Borgonha-Franco-Condado, no departamento de Yonne. Estende-se por uma área de 15,96 km². Em 2010 a comuna tinha 1 127 habitantes (densidade: 70,6 hab./km²).